# Ключ 161
Ключ 161 (трад. и упр. 辰) — ключ Канси со значением «утро»; один из 20, состоящих из семи штрихов.
В словаре Канси есть 15 символов (из 49 030), которые можно найти c этим радикалом.

## История
Иероглиф «звезда» состоял из нескольких компонентов. Две горизонтальные линии обозначали небесные созвездия, во время появления которых происходили изменения (七) с растениями (изогнутая линия). Таким образом древние китайцы отобразили сразу несколько значений:
- «месяц май или третий лунный месяц» — время бурного цветения и роста растений;
- «время»;
- «звезда».

Элемент 「 в иероглифе был фонетическим.
В современном языке, кроме перечисленных выше, иероглиф также обозначает: «день, час», «счастливая пора, удачное время», «небесные тела».
В китайской астрологии 辰 представляет «Пятую Земную Ветвь» и соответствует «Дракону» в Китайском Зодиаке.
В качестве ключевого знака иероглиф используется редко.
- Вид в Цзиньвэнь
- Вид в Цзягувэнь
- Вид в большой печати Чжуаньшу
- Вид в малой печати Чжуаньшу

В словарях находится под номером 161.

## Примеры иероглифов
| Доп. штрихи | Иероглифы |
| ----------- | --------- |
| 0           | 辰        |
| 3           | 辱        |
| 6           | 農        |
| 8           | 辳        |
| 12          | 辴        |

- Примечание: Ваш браузер может отображать иероглифы неправильно.